# Robert Krasker
Robert Krasker (21 de agosto de 1913 — 16 de agosto de 1981) é um diretor de fotografia australiano que fez carreira no Reino Unido. Venceu o Oscar de melhor fotografia na edição de 1950 por The Third Man.

## Carreira
O trabalho de Krasker foi influenciado pelo gênero noir e pelo expressionismo alemão. Ele recebeu um Oscar por seu trabalho em The Third Man (1949), dirigido por Carol Reed, tendo trabalhado anteriormente com Reed em Odd Man Out (1947). Ele também trabalhou em Brief Encounter para David Lean e Another Man's Poison para Irving Rapper.

Lean o demitiu de Great Expectations em dezembro de 1946 porque tanto ele quanto o produtor Ronald Neame estavam descontentes com sua manipulação das cenas do pântano. No entanto, ele é creditado com a cena de abertura desse filme. Seus filmes posteriores incluíram os épicos Alexandre, o Grande, El Cid e A Queda do Império Romano.